# 23-й армейский корпус (Российская империя)
23-й армейский корпус — общевойсковое соединение (армейский корпус) Русской императорской армии. Образован 15 августа 1913 года.
Расформирован в январе 1918 года.

## Состав
До начала Первой мировой войны входил в Варшавский военный округ. Состав на 18 июля 1914 года:
- управление (штаб)
- 3-я гвардейская пехотная дивизия
  - 1-я бригада
    - лейб-гвардии Кексгольмский полк
    - лейб-гвардии Литовский полк

  - 2-я бригада
    - лейб-гвардии Волынский полк
    - лейб-гвардии Петербургский полк

  - лейб-гвардии 3-я артиллерийская бригада
- 2-я пехотная дивизия
  - 1-я бригада
    - 5-й пехотный Калужский полк
    - 6-й пехотный Либавский полк

  - 2-я бригада
    - 7-й пехотный Ревельский полк
    - 8-й пехотный Эстляндский полк

  - 2-я артиллерийская бригада
- Отдельная гвардейская кавалерийская бригада
  - лейб-гвардии Уланский Его Величества полк
  - лейб-гвардии Гродненский гусарский полк
  - 3-я батарея лейб-гвардии Конной артиллерии
- 23-й мортирно-артиллерийский дивизион
- 9-й сапёрный батальон

## Боевой путь

### XXIII корпус в сражениях в Восточной Пруссии в 1914-1915 гг.
13/26 августа 1914 года 2-я пехотная дивизия XXIII русского корпуса должна была выполнить директиву Главнокомандующего войсками Северо-Западного фронта  генерала Жилинского и начать движение на фронт Алленштайн - Остероде, следуя уступом за левым флангом XV русского корпуса. 12/25 августа в результате разведки были получены точные данные о наращивании сил неприятеля в районе  Гильгенбурга - Лаутенбурга Лидзбарк с целью нанесения главного удара левому флангу 2 -й русской армии. Стало очевидно в необходимости немедленного поворота фронта 2-й русской армии на запад для атаки противника, угрожающему левому флангу армии. Командиры центральных корпусов 2-й русской армии ожидали данного приказа. Однако, Жилинский не согласился с обоснованными доводами и приказал наступать строго на север - в глубь Восточной Пруссии. Вечером 12/25 августа Гинденбург отдал приказ о наступлении 13/26 августа I-го немецкого армейского корпуса и правого фланга XX немецкого корпуса на правый фланг I-го русского корпуса с целью «открыть двери для дальнейшего движения на Нейденбург». В ночь на 13/26 августа 2-я пехотная дивизия XXIII русского корпуса ночевала в Скотау de:Szkotowo. К вечеру 13/26 августа она должна была достигнуть шоссе Рейхенау (en:Rychnowo, Warmian-Masurian Voivodeship) - Хохенштайн . Командир  XV русского корпуса генерал Мартос получил данные воздушной разведки о том, что между озёрами Мюлен (pl:Mielno (jezioro na Pojezierzu Olsztyńskim)) и Дамерау en:Great Dąbrowa тянется сильно укреплённая немецкая позиция с большим числом батарей. Однако, дивизия выступила на фронт во много раз превосходящего противника «двумя колоннами : левая (2-я бригада) шла западнее озера Ковноткен pl:Jezioro Kownatki на Гр. Гардиен pl:Gardyny (powiat ostródzki); правая (1-я бригада) шла восточнее озера Ковноткен на Мюлен» . Две бригады дивизии «решительно» перешли в наступление на фронт главных сил XX немецкого корпуса. В результате, попав под жесточайший огонь во много раз превосходящей артиллерии противника, бригады отошли с огромными потерями.  Генерал Кондратович, видя безрассудность движения в сторону шоссе,  делает все возможное, чтобы исправить ошибку штаба 2-й армии , оставившего Нейденбург совершенно открытым с запада и наносит контр удар.  14/27 августа 1 -я бригада 2-й пехотной дивизии перешла в наступление в тыл левого фланга наступающей колонне немцев в районе Ваплиц. Более 1000 пленных, много орудий и гаубиц оставил противник.  В результате доблестной, совместной борьбы частей XV русского корпуса и 2-й пехотной дивизии  XXIII русского корпуса была разбита 41-я немецкая дивизия (Битва у Ваплиц de:Gefecht von Waplitz) . Генерал Людендорф в своих воспоминаниях отмечал, что «41-я пехотная дивизия была атакована у Ваплиц и отброшена. Она очень серьёзно пострадала». В 9 часов утра 14/27 августа командир 1-го немецкого корпуса генерал Франсуа получил известие о поражении 41-й пехотной дивизии. Следуя приказу Людендорфа, он направляет собранные части  1-го немецкого корпуса у Шонкау pl:Sękowo (województwo warmińsko-mazurskie) на Ронтцкен de:Rączki (Nidzica) с целью предотвращения прорыва русских войск .
 Вместо продолжения (14/27 августа) манёвра всем 1-м немецким корпусом на Нейденбург в тыл армии Самсонова, командование 8-й германской армии стремится прижать корпус генерала Франсуа к правому флангу своего ХХ-го корпуса 
Наступление частей 1-го немецкого корпуса на Ронтцкен сопровождалось огнём многочисленной артиллерии. Основной удар неприятеля принял на себя Лейб-гвардии Кексгольмский полк XXIII корпуса. Огромное превосходство в силах вынуждает полк медленно «шаг за шагом» отодвигаться к Лана de:Łyna (Ort). Доблесть русских войск и искусство строевых начальников делают все, чтобы отсрочить катастрофу и дать шанс командованию войсками Северо-Западного фронта оказать немедленную помощь центральным корпусам 2-й русской армии. Однако, штаб  Северо-Западного фронта не принимает никаких мер для того, чтобы взять в свои руки управление фланговыми VI и I корпусами 2-й русской армии.  Военный историк Н.Н. Головин в своих исследованиях отмечал, что вполне боеспособная 16-я пехотная дивизия VI корпуса обязана была занять Пассенхайм Пасым, либо Едвабно или Вилленберг Вельбарк (город)  ( см. страницу 6 армейский корпус ), а сборный отряд по деблокированию центральных корпусов (в составе двух полков 3-й гвардейской дивизии, 7-ми батальонов с 6-ю батареями, а также бригады 6-й кавалерийской дивизии) под общим командованием генерала Сирелиуса   - Нейденбург ( см. страницу 1 армейский корпус ). Этого не было сделано ни в ночь на 16/29 августа, ни днём 16/29 августа. Утром 15/28 августа командир 1-го немецкого корпуса генерал Франсуа направил 1-ю дивизию 1-го корпуса не на Лана, а прямо на Нейденбург . К вечеру 15/28 августа Нейденбург был занят немцами. После занятия города, генерал Франсуа выдвинул отряд Шметау для занятия Мушакен de:Muszaki. Тем самым, заняв шоссе Нейденбург - Вилленберг, он отрезал пути отступления центральным корпусам 2-й русской армии.
В июне 1915 г. корпус сражался во Втором Томашовском сражении, а в июле - в Люблин-Холмском сражении.

## Командиры
- 15.08.1913—30.08.1914 — генерал от инфантерии Кондратович, Киприан Антонович
- 30.08.1914—01.11.1914 — генерал-адъютант, генерал от инфантерии Данилов, Владимир Николаевич
- 05.11.1914—28.12.1914 — генерал-лейтенант (с 06.12.1914 генерал от инфантерии) Сирелиус, Леонид-Отто Оттович
- 28.12.1914—01.07.1915 — генерал-лейтенант (с 22.03.1915 генерал от инфантерии) Олохов, Владимир Аполлонович
- 05.09.1915—12.09.1915 — генерал-лейтенант Третьяков, Николай Александрович
- 01.10.1915—19.10.1916 — генерал от инфантерии Сычевский, Аркадий Валерианович
- 19.10.1916—02.04.1917 — генерал от инфантерии Экк, Эдуард Владимирович
- 07.04.1917 — 19.04.1917 - генерал-лейтенант Промтов, Михаил Николаевич
- 19.04. - 09.09.1917 г. - генерал-лейтенант Гулевич Арсений Анатольевич
- 09.09.1917 — генерал-майор Кирей, Василий Фадеевич